# Луверн (Алабама)
Луверн (енгл. Luverne) град је у америчкој савезној држави Алабама. По попису становништва из 2010. у њему је живело 2.800 становника.

## Демографија
Према попису становништва из 2010. у граду је живело 2.800 становника, што је 165 (6,3%) становника више него 2000. године.
| Група             | 2000.         | 2010.         |
| Белци             | 1.841 (69,9%) | 1.735 (62,0%) |
| Афроамериканци    | 749 (28,4%)   | 828 (29,6%)   |
| Азијати           | 4 (0,2%)      | 154 (5,5%)    |
| Хиспаноамериканци | 18 (0,7%)     | 53 (1,9%)     |
| Укупно            | 2.635         | 2.800         |